# Forte di Dogneville
Il Forte di Dogneville, conosciuto anche come Fort Kleber, è un forte francese situato a Dogneville, a nord di Épinal in Lorena.
Fu costruito dal 1876 al 1878 con un costo di 2.008.900 di franchi.
Il forte di Dogneville è situato su di una altura a 393 m s.l.m., e aveva il compito di sorvegliare la vallata del fiume Mosella e la ferrovia diretta a Nancy.

## Descrizione del forte
Il forte ha la forma di un trapezio irregolare circondato da un fossato.
L'edificio fu costruito tra il 1876 e il 1878 e comprende caserme, depositi di munizioni e scorte alimentari. 
Secondo la tecnica dell'epoca, questi edifici furono costruiti a cielo aperto con pietra locale e poi coperti con il terreno ricavato dallo scavo del fossato e dallo spianamento del terreno circostante.
L'armamento originario era costituito da sei cannoni da 155 mm e tre da 138 mm posizionati su piattaforme nella parte superiore del forte.
A partire dal 1900 l'edificio fu oggetto di profonde opere di ammodernamento che si erano rese necessarie a causa dell'evoluzione dell'artiglieria e che consistettero nell'Installazione di due casematte ciascuna per un cannone da 155 mm, nell'ingrandimento delle caserme e nella loro copertura con cemento armato, nel miglioramento delle polveriere, delle cisterne e dei passaggi interni, infine nella sostituzione delle caponiere con tre casematte situate nei muri di controscarpa. 
Inoltre fu costruita una cosiddetta casamatta di Bourges, e installato un osservatorio corazzato e due torrette per mitragliatrici.
Il forte aveva il compito di coprire il terreno nell'area tra i forti di Longchamp de la Grande Haye non coperti da essi.

## Storia operativa
Come gli altri forti del settore, il forte di Dogneville non vide alcuna azione militare durante la prima guerra mondiale, poiché l'esercito tedesco non avanzò nel territorio attorno a Épinal e fu oggetto di disarmo per il trasferimento dei suoi pezzi di artiglieria al fronte.
Tra la prima e la seconda guerra mondiale il forte rimase di proprietà militare e fu mantenuto in attività.
Durante la seconda guerra mondiale, nel giugno del 1940, il forte cannoneggiò per tre giorni le truppe tedesche in avanzata con il cannone da 155 mm. e con quello da 75.
Gli occupanti tedeschi depredarono il forte di molto materiale e di ferro.  
Dopo la seconda guerra mondiale i francesi continuarono ad utilizzare il forte come deposito di munizioni fino al 1960, dopo di che fu dismesso.

## Situazione attuale
Il forte è attualmente in stato di abbandono e non può essere visitato.